# Трен (жанр)

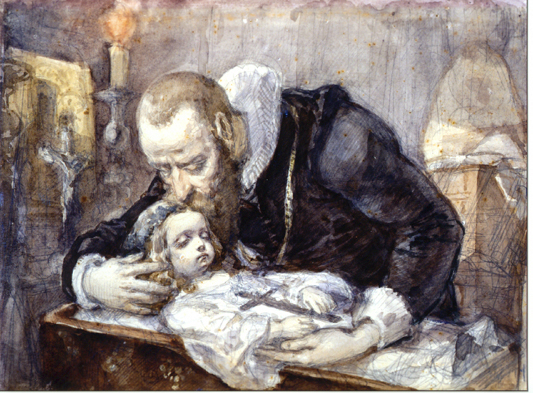
Ян Матейко. Ян Кохановский над телом дочери Уршули. 1862

Трен, тренос, френ, френос (от др.-греч. θρῆνος — погребальная песнь, плач об умершем) — разновидность античной хоровой мелики; траурная песнь на погребальных церемониях. Принадлежит к наиболее ранним формам древнегреческой музыки.
Трены исполнялись над телом усопшего, в том числе на коллективных похоронах погибших воинов; оплакивание сочеталось в них с восхвалением. Основными исполнителями были певцы-аэды; присутствовавшие на церемонии женщины вторили им скорбными воплями. Как правило, трен исполнялся поочерёдно певцом и хором, под аккомпанемент авлоса.
Жанр известен, в частности, по произведениям Симонида Кеосского: сочинённые им трены отличались отсутствием напыщенности и особо ценились современниками. Самым известным из них был написанный на смерть Скопадов. В числе авторов тренов был также Пиндар, однако из его тренов до наших дней дошли лишь отрывки. Встречаются трены и у Гомера (плачи Андромахи, Елены и Гекубы в «Илиаде»). Дальнейшее развитие трен получил в коммосе античных трагедий.
Помимо античной поэзии, жанр трена существует также в польской: не имея прямых аналогов в литературе нового времени других стран, он возник в творчестве Яна Кохановского как синтез традиции древнегреческих тренов и славянских народных плачей. Его знаменитые «Трены» (1580) написаны на смерть дочери Уршули; впоследствии трен как жанр был осмыслен Себастьяном Кленовицем, написавшим в 1585 году цикл плачей на смерть Кохановского. Таким образом, начиная с XVII века жанр укоренился в польской поэзии и существует поныне; в числе авторов, писавших трены, — Владислав Броневский, Мечислав Яструн, Циприан Камиль Норвид.
Термин «трен» применительно к композиторской музыке близок к терминам «плач» и «ламенто», обозначая музыкальную пьесу траурного содержания. Словом «трены», в частности, назвали свои произведения И. Ф. Стравинский («Плач пророка Иеремии», 1958, оригинальное название «Threni: id est Lamentationes Jeremiae Prophetae») и К. Пендерецкий («Плач по жертвам Хиросимы», 1960, оригинальное название «Tren — Ofiarom Hiroszimy»).